# Olof Peter Swartz
Olof Peter Swartz (21. září 1760 Norrköping - 19. září 1818 Stockholm) byl švédský botanik.

## Život a kariéra
Swartz promoval roku 1781 ve věku 21 let na uppsalské univerzitě. Mezi lety 1783 až 1787 cestoval po Západní Indii a Severní Americe a sbíral rostliny. Poté se stal profesorem ve Stockholmu. Zajímal se především o kapraďorosty a mechorosty.
Byl po něm pojmenován rostlinný rod Swartzia.

## Dílo
- Nova genera et spcies plantarum, 1788
- Observationes botanicae, 1791
- Icones plantarum incognitarum, 1794-1800
- Flora Indiae occidentalis, 1797-1806
- Synopsis Filicum, 1806
- Summa vegetabilium Scandinaviae, 1814